# جف کوک (دوچرخه‌سوار)
جف کوک (انگلیسی: Geoff Cooke؛ زادهٔ ۲۶ ژوئیهٔ ۱۹۴۴) دوچرخه‌سوار اهل بریتانیا است.
وی در مسابقات کشوری و بین‌المللی در مجموع برندهٔ ۱ مدال طلا شده‌است.